# Claude Nicati

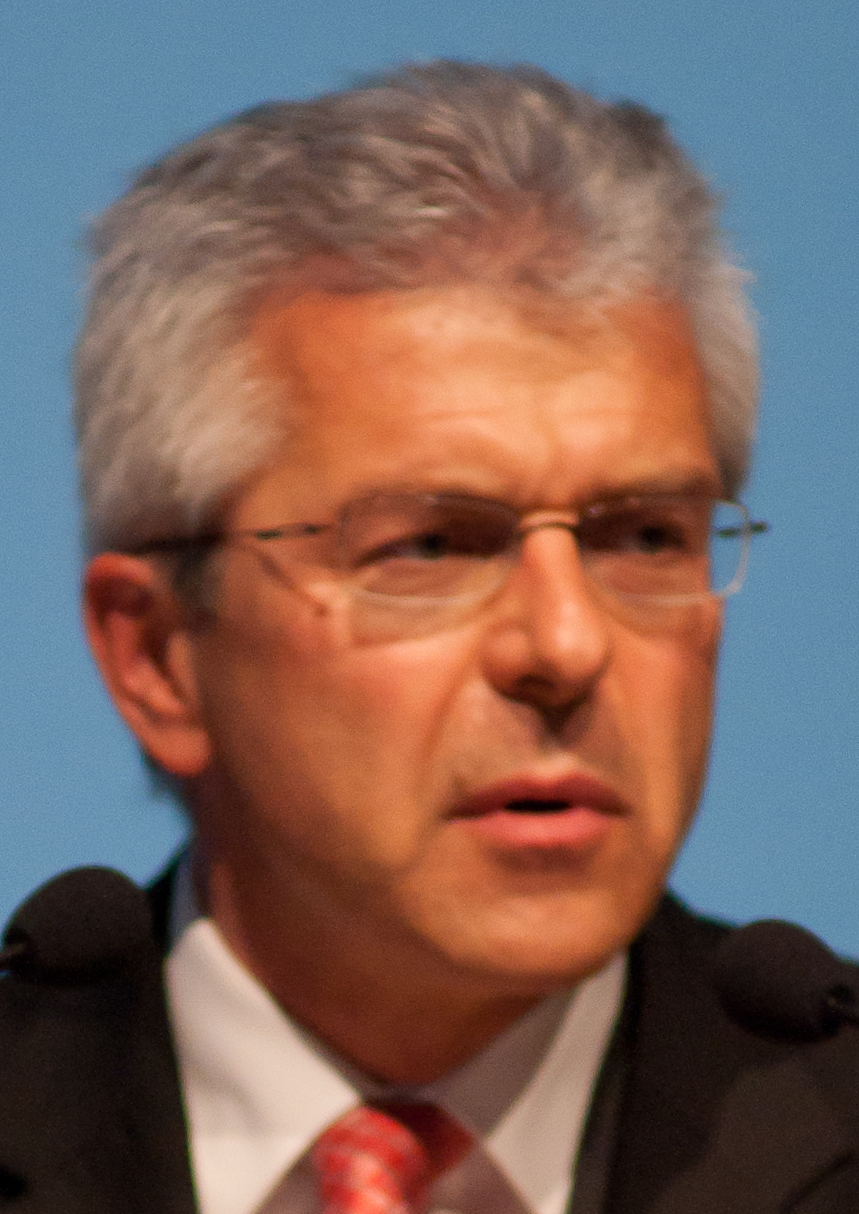
Claude Nicati, 2012.

Claude Nicati (* 10. März 1957, heimatberechtigt in Moudon, Lucens und Chavannes-sur-Moudon) ist ein Schweizer Politiker (FDP).

## Biografie
Nicati schloss das Gymnase scientifique in Biel/Bienne ab und errang später das Lizentiat der Rechtswissenschaften an der Universität Lausanne. Später erhielt er das Berner Anwaltspatent.
Im Jahr 2009 wurde er in den Staatsrat des Kantons Neuenburg gewählt und ist vom 26. Mai 2009 bis 31. Mai 2010 Vizepräsident des Staatsrats.
Er ist verheiratet, hat drei Kinder und wohnt in Bevaix.